# Hypoctonus carmichaeli
Espèce
Hypoctonus carmichaeli est une espèce d'uropyges de la famille des Thelyphonidae.

## Distribution
Cette espèce est endémique du Bangladesh. Elle se rencontre vers Rangamati.

## Étymologie
Cette espèce est nommée en l'honneur de Thomas Gibson-Carmichael.

## Publication originale
- Gravely, 1916 : The evolution and distribution of the Indo-Australian Thelyphonidae, with notes on the distinctive characters of various species. Records of the Indian Museum, vol. 12, p. 59-85 (texte intégral).